# 都市州
都市州（とししゅう）は、州制度をとる国において、一つの都市ないし都市圏によって構成される州。

## 主な都市州
- ドイツ - ベルリン、ハンブルク
  - ブレーメン州は、主たる都市であるブレーメンと外港であるブレーマーハーフェンの2都市からなるが、これも都市州の一形態といえる。
- オーストリア - ウィーン
- ロシア - モスクワ（モスクワ州の州都でもある）、サンクトペテルブルク（レニングラード州の州都でもある）（ロシアの連邦市）
- スコットランド - グラスゴー、エディンバラ、アバディーン、スターリング

シンガポールは独立以前にはマレーシア連邦に属する都市州であった。

## スイスの都市州
スイスにおける都市州とは、次の州（カントン）または準州を指す。
- 都市を中心として成立した州（チューリヒ州、ベルン州、ルツェルン州など）。森林州の対義語となっている。
- バーゼル＝シュタット準州をバーゼル都市州と呼ぶ場合がある。

## イングランドの都市州

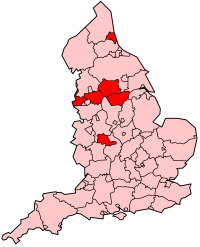
イングランドの6つの都市州

イングランドにおける都市州またはメトロポリタン・カウンティ (Metropolitan county) は、イングランドの州（カウンティ）のタイプの一つである。都市カウンティや大都市圏とも訳される。
イングランドには6つの都市州があり、それぞれ120万人〜280万人の人口をもつ大都市圏をカバーしている。各都市州は1974年に創設され、それぞれ、いくつかの区（メトロポリタン・バラ、英: Metropolitan borough）に分けられた。人口密度は、およそサウス・ヨークシャーの800人/km2からウェスト・ミッドランズの2,800人/kmである。個々のディスクトリの人口密度では、ドンカスターの500人/km2からリヴァプールの4,000人/km2となった。今日のイギリスと比較すると、都市州の居住者は、イギリスの約18%にあたり、イングランドの人口で見ると約22%を占めた。
1986年に都市州型の州議会（カウンティ・カウンシル、英: County council）は廃止され、その機能のほとんどはそれぞれの自治体に移管した。これらは事実上、単一自治体 (Unitary Authority)へ転換した。部分的な機能は、統合委員会に移管された。

### 振り分け
6つの都市州と、それぞれに属する区（メトロポリタン・バラ）は下記の通り。
- グレーター・マンチェスター: マンチェスター市、サルフォード市、ボルトン、バリー、オールダム、ロッチデール、ストックポート、テームサイド、トラフォード、ウィガン
- マージーサイド: リヴァプール市、ノーズリー、セフトン、セント・ヘレンズ、ウィラル
- サウス・ヨークシャー: シェフィールド市、バーンズリー、ドンカスター、ロザラム
- タインアンドウィア: ニューカッスル・アポン・タイン市、サンダーランド市、ゲーツヘッド、サウス・タインサイド、ノース・タインサイド
- ウェスト・ミッドランズ: バーミンガム市、コヴェントリー市、ウルヴァーハンプトン市、ダッドリー、サンドウェル、ソリハル、ウォルソール
- ウェスト・ヨークシャー: リーズ市、ブラッドフォード市、ウェークフィールド市、カルダーデール、カークリーズ

なお、上記で「市」の記述があるものはCity、ないものは区（メトロポリタン・バラ）である。グレーター・ロンドンも構造は類似しているが、別の法律で1965年に創設されたものである。

### その後の状況
都市州（メトロポリタン・カウンティ）は、現在も旧都市州 (former metropolitan county)と呼ばれるが、この州議会は廃止されたため正確には正しくない。1972年の行政法によって州議会は存在しないこととなったが、カウンティ自体はそのまま存在し、管理区分の識別コード (ISO 3166-2:GB) も現存している。
1997年の地方長官法によって、指定された地方長官がいる典礼カウンティとして残った。また、特定の政府統計学でも使われるが、あくまで存在しないため、地図上にも表記されず、区（メトロポリタン・バラ）と表記されている。